# Apolochus pillaii
Apolochus pillaii är en kräftdjursart som först beskrevs av J. L. Barnard och Thomas 1983.  Apolochus pillaii ingår i släktet Apolochus och familjen Amphilochidae. Inga underarter finns listade i Catalogue of Life.